# Холл, Эдвард (хронист)
Эдвард Холл (англ. Edward Hall, около 1497 или 1498 — апрель или май 1547) — английский хронист, правовед и адвокат, член парламента Англии, автор исторического сочинения «Союз двух благородных и прославленных семейств Ланкастеров и Йорков» (англ. The Union of the two noble and illustre families of Lancastre and Yorke), один из летописцев войны Алой и Белой розы и реформации в Англии.

## Биография
Родился в 1497-м или 1498 году, в семье лондонского бакалейщика и торговца скобяными изделиями Джона Холла (ум. 1528) из Нортхолла в Киннерсли (Шропшир), проживавшего в приходе Сент-Милдред в Поултри. В документах лондонской Почтенной компании бакалейщиков фамилия Холл встречается за несколько поколений до рождения Эдварда, что говорит о наследственности профессии его отца, который в 1512—1513 годах возглавлял гильдию бакалейщиков. 
Мать Холла Кэтрин Геддинг, по одним сведениям, являлась дочерью Томаса Геддинга из Норфолка, согласно другим, была дочерью Джона Геддинга, правнука Уильяма Геддинга из Лэкфорда, и Мирабель Аспейл, дочери и наследницы сэра Джона Аспейла. Погребение Кэтрин Холл, урождённой Геддинг 19 июня 1557 года в церкви Сент-Бенет-Шерехог упомянуто в дневнике суконщика Генри Мачина. Исполнителем своего завещания она назначила богатого лондонского купца Уильяма Гаррарда, а распорядительницей  Джоанну Уоррен, вторую жену сэра Ральфа Уоррена, лорда-мэра Лондона. Согласно некоторым источникам, Кэтрин возможно отождествить с некой «госпожой Холл» (англ. Mistress Hall), в 1555 году, во времена гонений Марии Тюдор вместе со своим мужем заключённой в Ньюгетскую тюрьму за свои убеждения, с которой переписывался религиозный реформатор Джон Брэдфорд. 
Своё обучение Холл начал в Итонском колледже, а в 1514 году был принят в Королевский колледж Кембриджcкого университета, получив в 1518 году степень бакалавра права. Почти одновременно с окончанием Холла университета, учеником его отца стал второй сын известного хрониста Роберта Фабиана (ум. 1513), который, возможно, и пробудил у юноши интерес к английской истории. Пройдя стажировку в престижной коллегии адвокатов Грейс-Инн и заведя там знакомство с Томасом Кромвелем, к 1521 году Холл стал дипломированным юристом. Осенью 1533-го и на Великий пост 1540 года он читал в Грейс-Инне лекции студентам. 
В 1523 году, вероятно, впервые избран был в парламент. В качестве преуспевающего адвоката присутствовал 8 ноября 1528 года в королевском замке Брайдуэлл среди «знати, судей, советников и множества других лиц», обсуждавших с Генрихом VIII его предстоящий развод с Екатериной Арагонской. Участие в расследовании коррупционной деятельности, связанной с непопулярным в торгово-ремесленных слоях Лондона кардиналом Томасом Уолси, занимавшим в 1515—1529 годах пост канцлера королевства, сделала его убеждённым противником католической церкви, выражавшим в своей хронике симпатии реформаторам Томасу Билни и Томасу Джеррарду, «выступившим против власти папы, его расточительности и гордыни». 
В 1529, 1536 и 1539 годах он заседал в парламенте от избирательного округа Венлок. С 1542-го и с 1545 года представлял в парламенте округ Бриджнорт. Получив при поддержке Кромвеля рекомендательное письмо короля, с 17 марта 1533 года по 2 июня 1535 года служил парламентским приставом Лондона, а с 2 июня 1535 года и вплоть до своей смерти — заместителем шерифа. 
Апологет тюдоровской политики, по своим политическим взглядам Холл являлся стойким сторонником реформации, последовательно обосновав в своём историческом сочинении приоритет королевской власти над папской. «В хрониках, — утверждал он, — можно отыскать, что большая часть используемых в настоящее время в англиканской церкви церемоний была либо изобретена, либо, по крайней мере, установлена принцами». Невзирая на то, что 1539 году он произнёс в парламенте речь против «Закона о шести статьях», в январе 1541-го он назначен был королём одним из уполномоченных, контролировавших исполнение последнего. 20 марта 1544 года он подписал в качестве свидетеля признание известной протестантской проповедницы Анны Аскью.

## Семья
Не установлено, имел ли Холл семью и детей. Не исключено, что женат он никогда не был, что в эпоху Тюдоров являлось большой редкостью в его среде. В его завещании, составленном в 1546—1547 годах, ни жена, ни дети не упоминаются, исполнителем своей воли он назначает брата, а распорядительницей — свою мать. Также он просит в нём похоронить его в монастыре францисканцев Грейфрайарс, но вместо этого его погребли в той же церкви Сент-Бенет-Шерехог, где спустя десять лет была похоронена его мать. Церковь эта была уничтожена в 1666 году Великим лондонским пожаром и так и не восстанавливалась. 
Известно об одном брате Холла — Уильяме, которому он, в частности, завещал все свои книги на английском и французском языках. Рукопись своей хроники с правами на публикацию он завещал её редактору и продолжателю Ричарду Графтону, бывшему члену гильдии бакалейщиков, затем королевскому печатнику, происходившему, как и он сам, из старинной шропширской семьи.
Документально не установлено, что Холл унаследовал в 1528 году от своего отца какую-либо собственность в Шропшире, в архивах прихода Нортхолл в Киннерсли отсутствуют какие-либо упоминания его самого или его родственников, хотя усадьба там числилась за его родом ещё в 1584 году.

## Хроника
Основной исторический труд Холла «Союз двух благородных и прославленных семейств Ланкастеров и Йорков, много лет враждовавших из-за короны в славном этом королевстве, с изложением всех событий правления каждого из государей, как из первого дома, так и из второго, начиная со времён Генриха IV, первым вступившего в эту распрю, и переходя далее к царствованию Генриха VIII, ставшего, подобно неразделённому цветку, счастливым наследником обоих означенных родов» (англ. The Union of the two noble and illustre families of Lancastre and Yorke, beeyng long in continual discension for the croune of this noble realme with all the actes done in bothe the tymes of the princes, bothe of the one linage and of the other, beginnyng at the tyme of kyng Henry the fowerth, the first aucthor of this deuision, and so successiuely proceadyng to the reigne of the high and prudent prince kyng Henry the eight, the vndubitate flower and very heire of both the sayd linages), чаще называемый просто «Хроникой Холла» (англ. Hall's Chronicle), был написан между 1534 и 1547 годами, и впервые напечатан в Лондоне в 1548 году, спустя год после смерти хрониста, его продолжателем и правопреемником Ричардом Графтоном. Утверждение английского антиквария XVII столетия Томаса Теннера, поддержанного оксфорским историком литературы Томасом Уортоном, о том, что первую неполную публикацию хроники подготовил ещё в 1542 году издатель Томас Бертелет, в 1930-х годах признано было ошибочным.
В 1550 году появилось заново отредактированное и пересмотренное издание, подготовленное для Графтона Ричардом Джагге. Оба включали продолжение за 1533—1547 годы, составленное Графтоном из заметок автора. Фронтиспис первых изданий украшало генеалогическое древо в виде обрамлявших пространное название ветвей розового куста, каждый цветок которого увенчивался портретом представителя обеих династий, на самом же верху торжественно восседал король Генрих VIII. Невзирая на то, что в 1555 года, при Марии Тюдор, «Хроника Холла» внесена была в индекс запрещённых книг, она не потеряла свою популярность, и была переиздана уже в 1565 году.
Хроника охватывает события начиная со свержения в 1399 году Ричарда II Плантагенета и воцарения Генриха IV Ланкастера, и до смерти в 1547 году Генриха VIII Тюдора. Она подразделяется на главы, посвящённые то добрым, то дурным королям, авторами заглавий к которым, возможно, был Графтон, в частности, вслед за «Смутными временами Генриха IV» следуют «Славные деяния Генриха V» и т. д. Основными источниками для хроники послужили «История Ричарда III» Томаса Мора (1512—1519), «История Англии» Полидора Вергилия (1534), анонимная «Большая Лондонская хроника» (1512), «Новая хроника» Роберта Фабиана (1516), а также продолжение вышеназванным Графтоном хроники Джона Хардинга. Информацию своих историков-предшественников Холл дополнял выписками из документов, в том числе несохранившихся, вроде протоколов судебного разбирательства между Генри Бофортом и Хэмфри Глостерским (1426), а также свидетельствами очевидцев, в частности, воспоминаниями своего родственника Дэйви Холла, служившего в 1450 году капитаном осаждённого французами Кана.
Специально отметив в предисловии, что знание истории «помогает преуспеть в добродетели и избежать греха», благодаря чему «слава торжествует над смертью, а добрая память над забвением», патриотичный Холл подчёркивает, что заботится в первую очередь о процветании «своей родной страны, чья слава может значительно потускнеть и померкнуть, если у нее не будет письменной истории». Помянув добрым словом предшественников, в том числе Гальфрида Монмутского, Жана Фруассара и своего давнего знакомца и возможного вдохновителя Фабиана, он скромно умалчивает о Полидоре Вергилии, которого, как и Мора, местами цитирует в своём труде практически дословно.
Последовательно проводя идею незаконной узурпации Ланкастерами королевской власти, приведшей впоследствии к кровавой междоусобной войне, Холл относится к своим источникам, как правило, некритически. При описании предыстории и трагических событий самой войны Алой и Белой розы он использует сведения Вергилия, Мора и продолжения Хардинга, обозревая правление Генриха VII и его сына на основании «Лондонской хроники» и сочинения Фабиана, и оканчивая свои записи 1532 годом. Унаследовавший рукопись хроники Графтон довёл её изложение до смерти Генриха VIII в 1547 году, сообщив, что опирался при этом на черновые заметки самого Холла. 
Вместе с тем, определяя хронологические рамки войны Алой и Белой розы 1399—1485 годами, Холл отступает от принятой в отношении неё историографической традиции, а также проводит более подробный и критический анализ событий XV столетия, нежели Вергилий или Мор. Сходясь с последними во мнении, что именно узурпация власти Генрихом IV в 1399 году привела к почти веку гражданских войн, он не считает последние божественной карой, называя низложение Ричарда II вполне законным и оправданным, всячески подчёркивая одобрение его со стороны парламента. Проблемы, по его словам, возникли, главным образом, из-за честолюбия преследовавших личные цели аристократов: Эдмунда Мортимера, графа Марча (1391—1425), и Ричарда Конисбурга, графа Кембриджа (1376—1415), поскольку этим господам «дело это было не по нраву и не к их удовольствию». 
Благожелательно описывая герцога Ричарда Йоркского и его сына Эдуарда IV, он изображает безвольного и слабоумного короля Генриха VI чуть ли не «святым», всячески осуждая жену последнего Маргариту Анжуйскую и даже возлагая на неё вину за начало междусобиц. Воцарение же в 1485 году Тюдоров изображается не просто династическим слиянием двух королевских домов, но органичным политическим компромиссом, положившим конец многолетнему кровопролитию. Влагая в уста исторических героев вымышленные им самим пространные речи, местами Холл подтасовывает и факты. Описывая, к примеру, сражение при Уэйфилде 30 декабря 1460 года, он изображает погибшего вместе со своим отцом Ричардом Йоркским 17-летнего герцога Эдмунда Ратленда 12-летним подростком.
В целом ранняя часть «Хроники Холла» представляет собой компиляцию, хотя содержит ряд оригинальных деталей, но историческая ценность её возрастает, когда речь идёт о правлении Генриха VII, и особенно значительна для периода 1509—1532 годов. Здесь она представляет собой свидетельства очевидца по ряду важных вопросов, которыми пренебрегают другие рассказчики, помимо общественных торжеств и дворцовых церемоний, в ней намного обстоятельнее описаны, к примеру, лондонские беспорядки в «злой майский день» (1517), условия встречи короля Генриха с Франциском I на «Поле золотой парчи» (июнь 1520 г.), прения спикера парламента Томаса Мора с кардиналом Уолси (1523), детали опалы и отстранения от власти последнего, подробности вышеназванной встречи с королём в Брайдуэлле (1528) и предпосылки разрыва его в начале 1530-х годов с Ватиканом, а также коронация 1 июня 1533 года в Вестминстерском аббатстве Анны Болейн.
Являясь сторонником английского перевода Библии, Холл включил в свою хронику пространный рассказ о мировом судье Уильяме Трейси, тело которого после смерти в 1530 году было выкопано и сожжено по распоряжению архиепископа Кентерберийского Томаса Уорхэма, из-за того что он распорядился в своём завещании «полагаться только на Бога и надеяться на спасение, а не на святость», а потому ничего не отписал церкви из своего имущества. Сообщение Холла основано на показаниях сына покойного Ричарда Трейси, заседавшего в 1529 году вместе с ним в парламенте, а позже добившегося в суде при поддержке Томаса Кромвеля уплаты штрафа за причинённый семье моральный ущерб.
Несмотря на то, что последняя глава хроники носит название «Триумфальное правление Генриха VIII», она содержит немало объективной критики этого короля, выведенного истинно «ренессансным» государем, устроителем охот, пышных праздников и покровителем турниров, но далеко не всегда удачливым как во внешней политике, так и в личных делах. Свидетельства Холла являются авторитетными не столько из-за упоминания им малоизвестных фактов, сколько из-за света, который он проливает на общественную жизнь и мнение своего времени, последовательно выражая лояльность своего сословия, богатых торговцев и новых дворян, всем королевским преобразованиям. Применительно к событиям первой трети XVI века его хроника становится подлинной летописью Сити, уделяя внимание фактам, представляющим интерес лишь для столичных жителей, по сути, видя происходящее в стране глазами города Лондона. Красочные описания лондонской жизни и растущего в английском народе духа независимости придают сочинению Холла определённую литературную ценность.
Для литературоведов «Хроника Холла» представляет интерес и как один из основных источников двух посвящённых событиям XV столетия тетралогий Уильяма Шекспира. В частности, в творчестве последнего нашла отражение откровенно негативная трактовка Холлом личности и правления короля Ричарда III, унаследованная Рафаэлем Холиншедом,  Джоном Стоу и другими историками елизаветинской эпохи. Сочинением Холла пользовался также философ и историк Фрэнсис Бэкон в качестве источника для своей «Истории короля Генриха VII» (1622).  
Единственная полная современная публикация, озаглавленная «Хроники Холла», содержащая историю Англии со времён Генриха IV до конца правления Генриха VIII, подготовлена была в 1809 году известным издателем и библиофилом Генри Эллисом, и переиздана репринтным способом в 1965 году. В 1904 году заключительную главу хроники, посвященную правлению Генриха VIII, издал писатель и журналист Чарльз Уибли.
22 июня 1940 года антиквар и букинист Алан Кин обнаружил в одной из приобретённых им частных библиотек из лондонского предместья экземпляр «Хроники Холла» с обширными заметками на полях, большинство из которых относится к главам, посвящённым правлению Генриха IV, Генриха V и Генриха VI, и установил, что они принадлежат самому Шекспиру. Свои выводы Кин изложил в двух журнальных статьях, а затем в опубликованной в 1954 году книге, написанной в соавторстве с Роджером Лаббоком. После смерти Кина этот раритет оказался в руках попечителей, передавших его в Британскую библиотеку, где она хранится под индексом Loan MS 61.

## Публикации
- The Union of the Two Noble and Illustre Famelies of Lancastre and Yorke, beeyng long in continual discension for the croune of this noble realme with all the actes done in bothe the tymes of the princes, bothe of the one linage and of the other, beginnyng at the tyme of kyng Henry the Fowerth, the first aucthor of this deuision, and so successiuely proceadyng to the reigne of the high and prudent prince kyng Henry the Eight, the indubitate flower and very heire of both the sayd linages. — Londini: In officina Richardi Graftoni typis impress, 1548.
- The Union of the Two Noble and Illustre Famelies of Lancastre and Yorke, Beyng Long in Continnall Discension For the Croune of This Noble Realme. With all the actes done in both the tymes of the princes, both of the one image and of the other, beginnyng at the tyme of kyng Henry the Fowerth, the first aucthor of this deuision, and so successiuely proccading to ye reigne of the high and prudent prince kyng Henry the Eyght, the Indubitate flower and very heire of both the saied linages. Whereunto is added to every kyng a seuerall table. — London: Imprinted by Richard Grafton, 1550.
- Hall's Chronicle: containing the history of England, during the reign of Henry the Fourth, and the succeeding monarchs, to the end of the reign of Henry the Eighth, in which are particularly described the manners and customs of those periods. Carefully collated with the editions of 1548 and 1550. Edited by Sir Henry Ellis. — London: J. Johnson, 1809. — vii, 868, 39 p.